# Толфа
То̀лфа (на италиански: Tolfa) е градче и община в Централна Италия, провинция Рим, регион Лацио. Разположено е на 484 m надморска височина. Населението на общината е 5187 души (към 2010 г.).